# Браніштя (комуна, Мехедінць)
Браніштя (рум. Braniștea) — комуна у повіті Мехедінць в Румунії. До складу комуни входять такі села (дані про населення за 2002 рік):
- Браніштя (1648 осіб)
- Гоанца (593 особи)

Комуна розташована на відстані 249 км на захід від Бухареста, 50 км на південний схід від Дробета-Турну-Северина, 67 км на захід від Крайови.

## Населення
У 2009 року у комуні проживали 1934 особи.

## Зовнішні посилання
- Дані про комуну Браніштя на сайті Ghidul Primăriilor [Архівовано 21 жовтня 2012 у Wayback Machine.]